# Ján Vančo
Ján Vančo (13. září 1890 Plavnica – 5. prosince 1975) byl československý politik, meziválečný poslanec Národního shromáždění za Republikánskou stranu zemědělského a malorolnického lidu (agrárníky).

## Biografie
Počátkem 20. století dočasně žil a pracoval v USA. Během první světové války odešel do Francie, kde se stal členem Československých legií, v nichž získal četná vojenská vyznamenání. Roku 1919 po návratu do nově vzniklého československého státu se krátce účastnil bojů s Polskem o Těšínsko. Od roku 1927 se politicky angažoval, byl tajemníkem agrární strany v Prešově. Profesí byl dle údajů z roku 1935 francouzským legionářem a rolníkem v obci Plavnica.
V parlamentních volbách v roce 1929 získal poslanecké křeslo za agrárníky v Národním shromáždění. Mandát obhájil v parlamentních volbách v roce 1935. Poslanecký post si oficiálně podržel do zrušení parlamentu roku 1939, přičemž v prosinci 1938 ještě přestoupil do poslaneckého klubu nově ustavené Hlinkova slovenská ľudová strana - Strana slovenskej národnej jednoty, do které se sloučily všechny slovenské nesocialistické strany.
V prosinci 1938 byl zvolen ve volbách do Sněmu Slovenskej krajiny. Během té doby se jako představitel agrární strany podílel na dojednání Žilinské dohody, při níž se dosud soupeřící slovenské politické strany spojily v požadavku autonomie.
Po obnově Československa byl ještě v květnu 1945 zatčen, ale propuštěn byl díky příznivým posudkům dokazujícím jeho odpor k nacismu v říjnu 1945. Další roky pak působil jako zemědělec v rodné Plavnici. Roku 1957 se musel jako „vesnický boháč“ vystěhovat do obce Lomnička.